# Satén

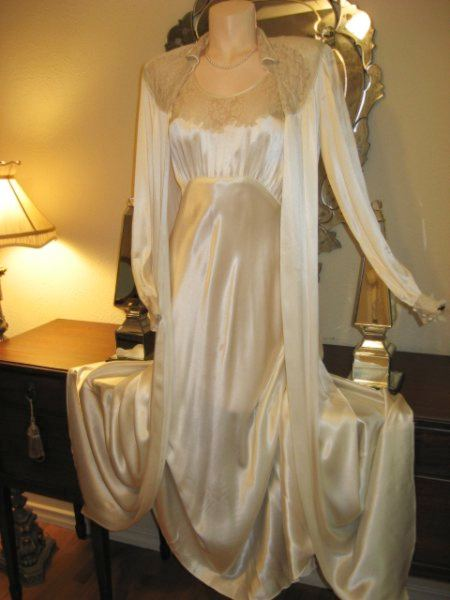
Camisón y bata de satén.

El satén es un tejido de algodón caracterizado por un elegante brillo exterior y una buena consistencia.
El satén consigue su tacto liso y brillante gracias a los hilvanes largos que forman los hilos de la trama en su parte derecha. Una cara del tejido suele ser más mate que la otra. Toma su nombre de la ciudad portuaria china de Quanzhou, conocida por los árabes como Zaiton, desde donde se exportaba. 
Su suavidad, brillo y elegante apariencia lo convierten en el tejido característico de camisones, prendas de lencería, batas o ropa de cama. También es utilizado para la confección de vestidos de noche que las tendencias de moda han convertido en prendas aptas para todo el día.